# Logocentrismo
In filosofia e nelle teorie della ricezione e della letteratura con logocentrismo si intende la centralità del logos come fondamento di un discorso e di un testo che vogliano considerarsi significanti e/o sensati.

## Origine del termine
Il termine è stato coniato da Ludwig Klages  per indicare la tendenza della cultura e del pensiero occidentali a considerare come centro e fondamento di ogni discorso e/o testo il logos. Il termine ha successivamente acquisito importanza e notorietà per l'uso fattone dal filosofo francese Jacques Derrida a partire dagli anni '60.
L'indagine sul logocentrismo fu condotta sistematicamente da Derrida, in uno dei tentativi più affascinanti di leggere la storia della cultura occidentale: esso è capace di offrire, per la prima volta, una lettura postmoderna di tutta la tradizione filosofica che è alla base della civiltà occidentale.

## Teorizzazione
Con logocentrismo, Derrida intende definire la forma di comunicazione privilegiata dalla cultura occidentale, anche quando, nel IV secolo a.C., si è imposta la dimensione della scrittura. È Platone la grande figura che Derrida addita come personaggio-chiave per comprendere la problematicità del passaggio dalla cultura precedente (orale) e quella nuova (scritta). Platone, infatti, si trova a dover gestire un duplice problema: da una parte continua a tenere le sue lezioni orali all'Accademia e, nel contempo, pubblica i suoi famosi Dialoghi. Derrida nota come Platone abbia criticato la forma della scrittura a favore dell'oralità. Nel Fedro questa critica è, per la prima volta, esplicita (mito di Theuth). Platone vi dichiara, infatti, che la scrittura è insufficiente a produrre conoscenza perché fissa soltanto alcuni concetti nella memoria, senza però farli apprendere veramente a chi conosce. 
Per questo in Platone si trovano alcuni ambigui riferimenti alle sue dottrine non scritte, che rimandano esplicitamente il lettore alle lezioni orali che Platone teneva nell'Accademia.
Derrida cerca di indagare il rapporto tra oralità e scrittura. La cultura occidentale si è sempre mossa, con Platone, alla condanna della scrittura. Derrida afferma infatti che mentre nel "logocentrismo", ossia nella dimensione dell'oralità, l'anima "è presente a se stessa" (metafisica della presenza) nello scritto "l'anima è assente da sé", proprio perché la scrittura dilata nel tempo l'insegnamento, modificando la sua forma essenziale, che è quella dell’attimo, del presente. La scrittura è, per Derrida, "differente", nella duplice valenza etimologica del verbo greco "diaphèrein"” (διαφέρειν) e del verbo latino "differre". Nel primo caso, il verbo significa soltanto “essere differente, essere diverso”, nel secondo caso, invece “differre” vuol dire sia “essere differente” che “differire, rimandare”. Per questo Derrida parla di una “differenza temporale”, propria della scrittura. La scrittura, durando nel tempo assai più della parola pronunciata, toglie al suo messaggio la sua collocazione spazio-temporale, rendendola suscettibile di diverse interpretazioni nel corso delle epoche storiche.